# Майский (Романовский район)
Майский — посёлок в Романовском районе Алтайского края. Административный центр Майского сельсовета.

## История
Основан в 1923 году. В 1928 году состоял из 55 хозяйств, основное население — украинцы. В составе Лежальского сельсовета Завьяловского района Каменского округа Сибирского края.

## Население
| 1926 | 1997 | 1998 | 1999 | 2000 | 2001 | 2002 |
| ---- | ---- | ---- | ---- | ---- | ---- | ---- |
| 367  | ↗529 | ↗534 | ↘518 | ↘472 | ↘453 | ↗454 |
| 2003 | 2004 | 2005 | 2006 | 2007 | 2008 | 2009 |
| ↘447 | ↗454 | ↗474 | ↗499 | ↘488 | ↘473 | ↗475 |
| 2010 | 2011 | 2012 | 2013 |      |      |      |
| ↘470 | ↘468 | →468 | ↘446 |      |      |      |